# Stemonitis fusca

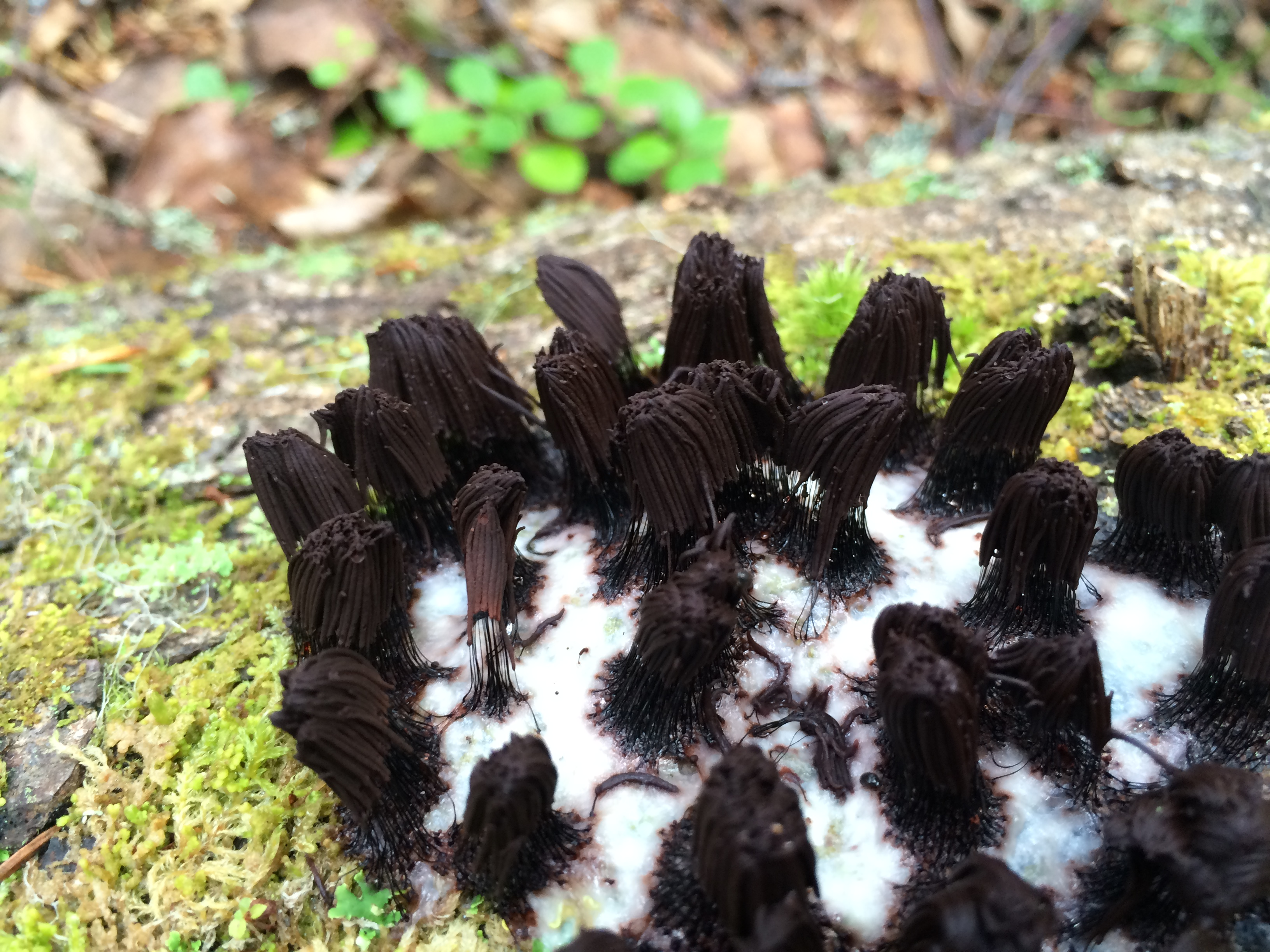
Närbild av exemplar av S. fusca i sporkroppsfas.

Stemonitis fusca är en art i stammen slemsvampar, i släktet Stemonitis .  Den beskrevs av den tyske botanikern Albrecht Wilhelm Roth 1787. En underart finns beskriven, Stemonitis fusca var. rufescens, Lister 1894.
S. fusca växer på murken ved och stubbar där den bildar gulvita fläckar som utvecklas till uppstående bruna fruktkroppar, 6-20 millimeter höga.
Arten har inget svenskt namn men heter sotstift på norska.

## Läs mera
- McManus, M.A. och Richmond, M.V. “Spore to spore culture on agar of Stemonitis fusca" i tidskriften American Midland Naturalist, volym 65, nummer 1, sid 246 (19861)
- Gray, W.D. “Notes on the plasmodial behaviour of Stemonitis fusca Roth” i tidskriften Proceedings Indian Academy of Sciences, volym 45, sid 74-76 (1936)